# Attersee (Osnabrück)
Der Attersee ist ein beim Bau der Bundesautobahn 1 („Hansalinie“) durch Sandabbau entstandener See im Osnabrücker Stadtteil Atter, direkt an der Landesgrenze zu Nordrhein-Westfalen.

## Beschreibung
Der See ist 390 Meter lang und bis zu 200 Meter breit; die Wasserfläche beträgt sechs Hektar. Er wird bis heute als Badesee genutzt und ist einer von mehreren entlang der Autobahn entstandenen künstlichen Seen, die bis in die 1970er/80er Jahre wegen ihrer günstigen Lage direkt an der Schnellstraße beliebte Ausflugsziele waren. Während andere Badeanlagen an der heute sehr stark befahrenen und u. a. durch Lärm und Feinstaub belasteten Lage nicht mehr existieren, blieb der Attersee als Naturoase und Badesee in Stadtnähe zu Osnabrück erhalten. See und Bad wurden in den 1970er Jahren privatisiert und die Campinganlagen ausgebaut.

## Lage
Der Attersee liegt an der nordwestlichen Stadtgrenze von Osnabrück und südwestlich des Osnabrücker Hafens. Er ist umgeben vom Tecklenburger Land, dem Naturpark Teutoburger Wald / Eggegebirge und dem Wiehengebirge. Das nördliche Ufer bildet die Grenze zur Gemeinde Lotte in NRW. Die Position ist 52,302233° N, 7,940319° O.,302233° N, 7,940319° O.

## Nutzung
Der private Eigentümer baute seit den 1980er Jahren das 20 Hektar große Areal um den See zu einem Camping- und Freizeitgelände aus. Das Gelände verfügt über knapp 300 Camping-Stellplätze, davon rund 260 für Jahrescamper und den Rest für Gäste. Angeboten werden gebührenfreie Parkplätze, Wanderwege, Angelsport, Naturfreibad mit Badeaufsicht, Ruder- und Tretbootverleih, Minigolfanlage, Modellbootsteg, Tischtennis, Kinderspielplatz sowie Restaurant mit Bar, Imbiss, Kiosk und Kegelbahnen. Im Winter ist temperaturabhängig Eislaufen möglich.
Alle zwei Jahre zu Pfingsten veranstaltet der Schiffsmodellbau-Club Osnabrück ein Internationales Schaufahren auf dem See.
In die Schlagzeilen geriet der See 2011, nachdem das Freizeitgelände von einem neuen Betreiber übernommen wurde, der – ohne das Gelände vorher umzäunt oder mit Hinweistafeln versehen zu haben – von jedem, der das Gelände betrat, Eintrittsgeld mit der Begründung verlangte, er könne anders Sauberkeit und Ordnung am See nicht sicherstellen.